# Метлуда
Метлуда (Китлярта, Орицкали, Метлюта, Метлуда, Мотмота) — река в России, протекает в Республике Дагестан. Устье реки находится в 108 км по правому берегу реки Андийское Койсу. Длина реки составляет 45 км, площадь водосборного бассейна — 836 км².

## Данные водного реестра
По данным государственного водного реестра России относится к Западно-Каспийскому бассейновому округу, водохозяйственный участок реки — Сулак от истока до Чиркейского гидроузла. Речной бассейн реки — Сулак (река).
Код объекта в государственном водном реестре — 07030000112109300000353.